# Aforms
Die aforms solutions & services GmbH ist ein Softwarehersteller mit Standorten in Wien, Österreich, Bern, Schweiz und Ruggell, Liechtenstein und Anbieter von Formularlösungen im E-Government und E-Business-Bereich. Das Unternehmen wurde 2007 gegründet und ist nach eigenen Angaben österreichischer Marktführer für elektronische Formulare. Aufgrund der Partnerschaft mit der Bundesbeschaffung (BBG) können österreichische Verwaltungen aforms Produkte und Dienstleistungen seit 2018 auch über deren Onlineshop anfordern.
Seit 1. Februar heißt das Unternehmen aforms solutions & services GmbH.

## Geschichte
Das Unternehmen aforms2web wurde 2007 als Tochterfirma der ANECON Software Design und Beratung G.m.b.H. und der forms2web communications GmbH, ein Unternehmen der dpi Holding GmbH, gegründet. Die Geschäftsführer Peter Marvin Behrendt und David Glieber leiten das Unternehmen, welches seit dem 16. Jänner 2007 operativ tätig ist.

## Produkte
aforms entwickelt und betreibt Formularlösungen in den Bereichen E-Government und E-Business. Das Leistungsspektrum des Unternehmens erstreckt sich „vom Print-Know-how zum Online-Formular, über Formulardesign bis hin zur Programmierung und technischen Integration von Formularsystemen“.
Zusätzlich zur Umsetzung, Inbetriebnahme und Wartung von Formularsystemen bietet aforms seinen Kunden eine strategische Beratung hinsichtlich Formularmanagement, Normenkonformität und einheitlicher Formulargestaltung sowie der Optimierung von Antragsprozessen.
Die Softwareprodukte von aforms umfassen den Formularserver AFORMSOLUTION (AFS), Formularmappen, AFS-Antragspostfach, AFS-Formulartest, Druckformular-Generator sowie verschiedene Zusatzlösungen. Formularsoftware ermöglicht es, Anträge über das Internet einzubringen, wodurch der elektronische Austausch von Dokumenten zwischen der Verwaltung und den Bürgern erleichtert wird.
Die AFS-Formulare basieren auf einem Bausteinprinzip und können einmal definiert für unterschiedliche Kanäle (online, mobile, print) generiert werden.

### Barrierefreiheit
Die AFS-Formulare entsprechen zudem den Richtlinien der Web Content Accessibility Guidelines (WCAG 2.0) in der höchsten Stufe (AAA), zur Gestaltung barrierefreier Internetangebote. Die Formulare sind somit auch für Menschen mit u. a. Sehbehinderung, Gehörlosigkeit, Photosensibilität oder auch kognitiven Einschränkungen verwendbar. Außerdem sind die Formulare dadurch im Allgemeinen benutzerfreundlicher. Seit 2018 ist das IT-Unternehmen Träger des Zertifikats „Access for All“ (-AA-) der unabhängigen Stiftung für barrierefreie Websites in der Schweiz. Das Zertifikat basiert auf den internationalen Richtlinien der WCAG 2.0.

### Signatur
Mit den vom österreichischen Bundeskanzleramt als Open-Source Software zur Verfügung gestellten Signaturkomponenten MOA (Module für Online-Applikationen zur Serversignatur, Signaturprüfung und Identifikation) sowie der Online-Signaturumgebung MOCCA, kann mit AFS eine kostenfreie PKI -Umgebung zur Verfügung gestellt werden.
AFS-Formulare können mit der österreichischen Bürgerkarte oder der Handysignatur signiert oder deren Anwender identifiziert werden.
AFS unterstützt außerdem die Identifikation mit lisign/lilog sowie die Antragssignatur mit lisign. Beides Technologien der Liechtensteinischen Landesverwaltung. Des Weiteren können AFS-Formulare auch Schweizer Signaturtechnologie (SuisseID) verwenden.

### Styleguide für E-Formulare
Die AFORMSOLUTION Formulare entsprechen dem österreichischen Styleguide für E-Government-Formulare und den Vorgaben für Online-Dialoge.
Diese definieren für Web-Formulare der öffentlichen Verwaltungen ein einheitliches Layout und einheitliches Verhalten unabhängig von der Behörde, bei der sie eingebracht werden.

## Kunden

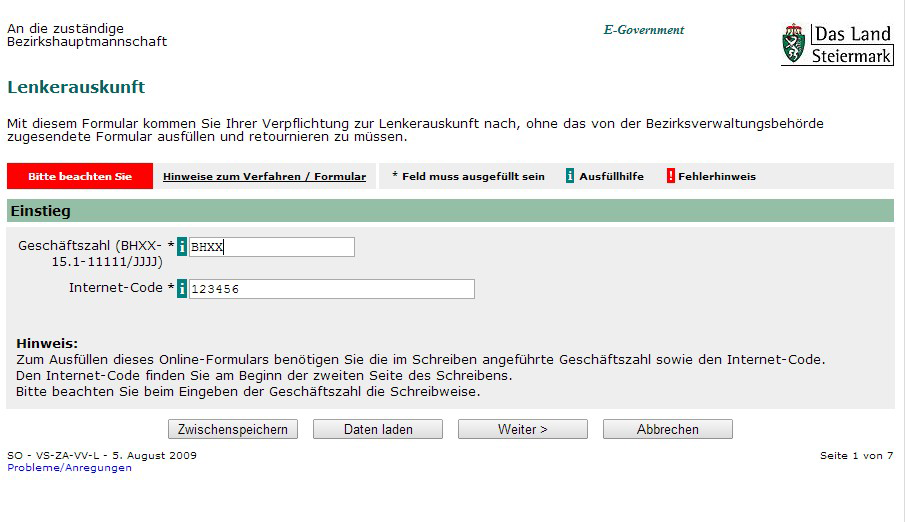
Webformular des Landes Steiermark (Österreich): Lenkerauskunft

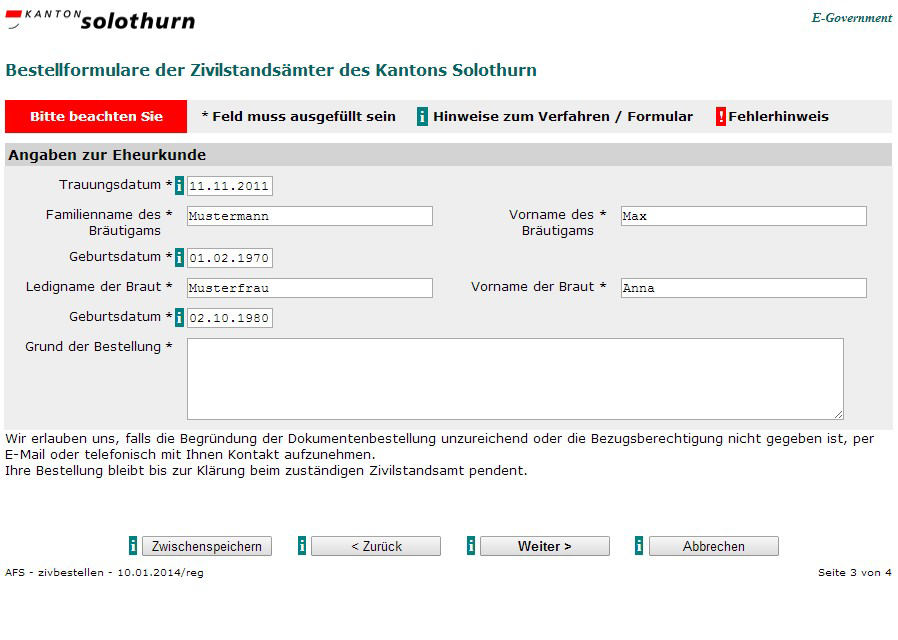
Kanton Solothurn (Schweiz) Onlineformular: Eheurkunde

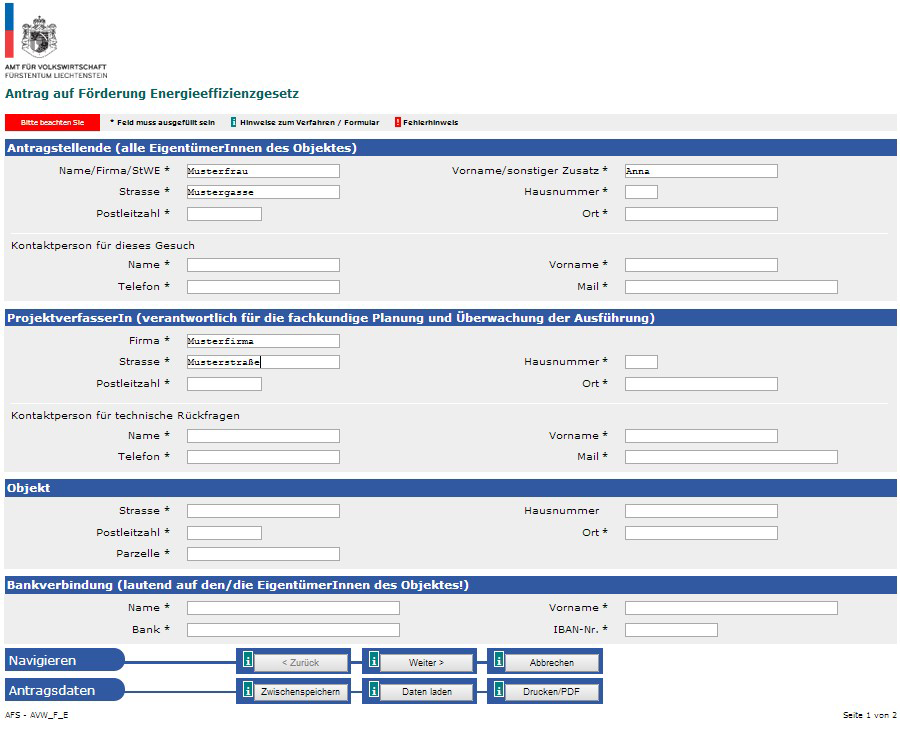
Webformular des Fürstentums Liechtenstein: Förderungsantrag

### Österreich
Zu den Kunden von aforms2web zählen Ministerien, Landesregierungen, Städte und Gemeinden sowie nachgelagerte Verwaltungsorganisationen. Fünf der neun österreichischen Bundesländer (Burgenland, Kärnten, Oberösterreich, Salzburg, Steiermark) verwenden die Software von aforms2web für ihre E-Government-Formularlösungen. Auch österreichische Universitäten, wie die Universität Linz und die medizinischen Universitäten Wien und Innsbruck, zählen zu den Kunden von aforms. Damit ist das Unternehmen österreichischer Marktführer im Bereich des elektronischen Formularwesens für die öffentliche Verwaltung. Im Mai 2016 konnte aforms2web, nach einem Vergabeverfahren der Sozialversicherung-Chipkarten Betriebs- und Errichtungsgesellschaft m.b.H. (SVC), den österreichischen Bund der Sozialversicherungsträger für sich gewinnen. Damit kommen die Formularserver bei allen österreichischen Sozialversicherungsträgern zum Einsatz. Das Bundesdenkmalamt für Förderaufträge profitiert ebenfalls von dem Formularservice.

### Schweiz
Die Formularlösung von aforms2web, AFORMSOLUTION, wird in den Schweizer Kantonen Zug, Schwyz und Solothurn sowie der Stadt St. Gallen eingesetzt.
Beispiele für Online-Formulare:
- Online-Zivilstandsmeldung des Kantons Solothurn
- Bestellung Fischereipatent - Tageskarte des Kantons Schwyz
- Aufenthalts und Arbeitsbewilligung im Kanton Zug

### Liechtenstein
Die Liechtensteinische Landesverwaltung verwendet AFORMSOLUTION für das Angebot von über 350 Online-Formularen. Diese reichen von der einfachen Antragsstellung bis zur hochspezialisierten Baugesuchslösung und einem einheitlichen Ansprechpartner laut EU-Dienstleistungsrichtlinie. Im Jahr 2012 erzielte Liechtenstein Platz 14 im weltweiten E-Government-Entwicklungsindex der Vereinten Nationen. Im Bericht United Nations E-Government Survey 2010 wird der Fortschritt auf wesentliche Verbesserungen im Bereich der Online-Services zurückgeführt.
Beispiele für Online-Formulare:
- Onlineschalter mit über 350 Formularen der Landesverwaltung Liechtenstein
- Einheitlicher Ansprechpartner